# Фирмикус
Фирмикус (лат. Julius Firmicus Maternus) био је римски адвокат, затим поборник астрономије и астрологије а касније преобраћени хришћанин. 

## Биографија
Фирмикус је рођен у Сиракузи, на Сицилији око 300. године. Пореклом је из патрицијске породице где је стекао солидно образовање. Изучавао је углавном право па је радио као адвокат. Око 330. године почиње његов период занимања за филозофију, литературу, разне источне култове и астрономију. Напушта посао адвоката и путује Римским царством у потрази за делима из области астрономије, астрологије, филозофије и источних култова који се тада шире царством. Тада се и спријатељује са Лолијаном Маверцијем, сенатором коме и посвећује нека своја дела. Око 335. године пише своје велико дело о астрономији/астрологији: „De Nativitibus sive Matheseos“ у 8 књига. Следећих десет година пише још мањих дела која нису сачувана. Међутим, око 345. године појављује се „De errore profanarum religionum“, дело по тематици хришћанска апологетика. Ово говори да је у међувремену Фирмикус постао хришћанин и сада пише против паганских религија, сујеверја и обичаја. Нема података о датуму његове смрти. Помиње се вероватна година 360.

## Дела
- Matheseos Libri Octo
- De errore profanorum religionum

## Лична филозофија
Фирмикус је већи део свог живота био стоик по свом ставу. Стоицизам је у то време био популаран у римском друштву, поготово племству. По суштини детерминистички правац у филозофији стоицизам је Фирмикуса одвео до астрологије. Веровање да је све предодређено неким Врховним Разумом и да људи једноставно треба да свој мир нађу уклапањем и помирењем са тим законом слагало се са становиштем астрологије о предодређености наших поступака утицају небеских тела. То и објашњава зашто је Фирмикус отишао у том правцу. Осим тога Фирмикус је прихватио и нека од гледишта тада популарних источних религија. Поготово се ширио неоплатонизам. Ово ће и можда бити пресудно да Фирмикус постане хришћанин. Нема поузданих података када се догодио овај преображај у погледима на свет код Фирмикуса. Углавном он од 345. године постаје апологета хришћанске вере и пише дела у одбрану хришћанства. Сачувано је само једно које и данас постоји у Ватиканској библиотеци. То је спис „ О заблудама паганских религија“ у којем Фирмикус излаже неке од источних култова али и грчко-римску паганску религију а затим их напада са хришћанског становишта.